# Enzo Pérez
Enzo Nicolás Pérez (Mendoza, 22 februari 1986) is een Argentijns voetballer die doorgaans als centrale middenvelder speelt. Hij verruilde Valencia CF in juli 2017 voor River Plate. Pérez debuteerde in 2009 in het Argentijns voetbalelftal.

## Clubcarrière
Pérez' profcarrière begon bij Godoy Cruz. Hij maakte op 9 september 2006 na vijf minuten het openingsdoelpunt in een duel tegen CA Belgrano. Dat doelpunt was het eerste doelpunt van Godoy Cruz in de Argentijnse hoogste divisie. In 2007 vertrok hij naar Estudiantes. In 119 competitieduels maakte hij veertien doelpunten voor de club uit La Plata (Buenos Aires).
Pérez tekende op 8 juni 2011 een vijfjarig contract bij SL Benfica. Nadat hij tijdens een kwalificatieduel voor de Champions League tegen het Turkse Trabzonspor uitviel met een zware enkelblessure, stond hij enkele maanden aan de kant. Benfica verhuurde Perez op 9 februari 2012 zes maanden aan zijn ex-club Estudiantes. Tijdens het seizoen 2012/13 kreeg hij bij SL Benfica een basisplaats onder Jorge Jesus.
Perez tekende in januari 2015 een contract tot medio 2019 bij Valencia CF. Dat betaalde circa €25.000.000,- voor hem aan Benfica.

## Clubstatistieken
| Seizoen | Club                         | Competitie       | Competitie | Competitie | Beker | Beker | Internationaal | Internationaal | Totaal | Totaal |
| Seizoen | Club                         | Competitie       | Wed.       | Dlp.       | Wed.  | Dlp.  | Wed.           | Dlp.           | Wed.   | Dlp.   |
| ------- | ---------------------------- | ---------------- | ---------- | ---------- | ----- | ----- | -------------- | -------------- | ------ | ------ |
| 2006/07 | CD Godoy Cruz                | Primera División | 30         | 5          | —     | —     | —              | —              | 30     | 5      |
| 2007/08 | Club Estudiantes de La Plata | Primera División | 30         | 1          | —     | —     | 6              | 1              | 36     | 2      |
| 2008/09 | Club Estudiantes de La Plata | Primera División | 25         | 4          | —     | —     | 18             | 2              | 43     | 6      |
| 2009/10 | Club Estudiantes de La Plata | Primera División | 30         | 4          | —     | —     | 11             | 1              | 41     | 5      |
| 2010/11 | Club Estudiantes de La Plata | Primera División | 33         | 5          | —     | —     | 11             | 0              | 44     | 5      |
| 2011/12 | SL Benfica                   | Primeira Liga    | 3          | 0          | —     | —     | 1              | 0              | 4      | 0      |
| 2011/12 | → Estudiantes                | Primera División | 14         | 0          | —     | —     | —              | —              | 14     | 0      |
| 2012/13 | SL Benfica                   | Primeira Liga    | 28         | 4          | 5     | 0     | 13             | 0              | 46     | 4      |
| 2013/14 | SL Benfica                   | Primeira Liga    | 28         | 4          | 7     | 1     | 12             | 0              | 47     | 5      |
| 2014/15 | SL Benfica                   | Primeira Liga    | 11         | 1          | 3     | 0     | 5              | 0              | 19     | 1      |
| 2014/15 | Valencia CF                  | Primera División | 14         | 0          | 1     | 0     | —              | —              | 15     | 0      |
| 2015/16 | Valencia CF                  | Primera División | 20         | 0          | 3     | 0     | 7              | 0              | 30     | 0      |
| 2016/17 | Valencia CF                  | Primera División | 27         | 0          | 2     | 0     | —              | —              | 29     | 0      |
| 2017/18 | River Plate                  | Primera División | 18         | 0          | 4     | 1     | 5              | 2              | 27     | 3      |
| Totaal  | Totaal                       | Totaal           | 315        | 29         | 21    | 1     | 89             | 6              | 425    | 36     |

## Interlandcarrière
Pérez debuteerde op 30 september 2009 in het Argentijns voetbalelftal, in een vriendschappelijke wedstrijd tegen Ghana. Argentinië won met 2-0 en Pérez werd uitgeroepen tot man van de wedstrijd. Op 25 mei 2011 scoorde hij zijn eerste interlanddoelpunt, in een oefeninterland tegen Paraguay. Hij scoorde de 4-2, wat ook de eindstand werd. Pérez werd op het allerlaatste moment opgeroepen door bondscoach Jorge Sampaoli voor het WK voetbal 2018. Aanleiding was de blessure van Manuel Lanzini; de middenvelder van West Ham United scheurde vrijdag 8 juni een kruisband in zijn rechterknie op de training van de nationale ploeg.

### Interlanddoelpunten
| #  | Datum       | Stadion                                   | Tegenstander | Doelpunt | Eindstand | Competitie        |
| -- | ----------- | ----------------------------------------- | ------------ | -------- | --------- | ----------------- |
| 1. | 25 mei 2011 | Estadio Centenario Dr. José Luis Meiszner | Paraguay     | 4–2      | 4-2       | Vriendschappelijk |

## Erelijst
| Competitie                          |            |                  |            |            |
| Competitie                          | Aantal     | Jaren            |            |            |
| Godoy Cruz                          | Godoy Cruz | Godoy Cruz       | Godoy Cruz | Godoy Cruz |
| ----------------------------------- | ---------- | ---------------- | ---------- | ---------- |
| Kampioen Primera B Nacional         | 1x         | 2005/06          |            |            |
| Estudiantes                         |            |                  |            |            |
| Copa Libertadores                   | 1x         | 2009             |            |            |
| Primera División (Winnaar Apertura) | 1x         | 2010             |            |            |
| Benfica                             |            |                  |            |            |
| Kampioen Primeira Liga              | 2x         | 2013/14, 2014/15 |            |            |
| Taça de Portugal                    | 1x         | 2013/14          |            |            |
| Taça da Liga                        | 1x         | 2013/14          |            |            |
| Supertaça Cândido de Oliveira       | 1x         | 2014             |            |            |

| Competitie | Winnaar    | Winnaar    | Runner-up  | Runner-up  | Derde      | Derde      |
| Competitie | Aantal     | Jaren      | Aantal     | Jaren      | Aantal     | Jaren      |
| Argentinië | Argentinië | Argentinië | Argentinië | Argentinië | Argentinië | Argentinië |
| ---------- | ---------- | ---------- | ---------- | ---------- | ---------- | ---------- |
| WK voetbal |            |            | 1x         | 2014       |            |            |

1 Armani ·
2 Maidana ·
3 Gallardo ·
4 Moreira ·
5 Zuculini ·
6 Lollo ·
7 Mora ·
8 Quintero ·
9 Álvarez ·
10 Martínez ·
11 De La Cruz ·
12 Centurión ·
14 Lux ·
15 Palacios ·
16 Sibille ·
17 Martínez ·
18 Mayada ·
19 Borré ·
20 Casco ·
21 Ferreira ·
22 Pinola ·
23 Ponzio  ·
24 Pérez ·
25 Bologna ·
26 Fernández ·
27 Pratto ·
28 Martínez ·
29 Montiel ·
30 Rollheiser ·
31 García ·
32 Scocco ·
33 Picazzo ·
34 Beltrán ·
35 Moya ·
36 Vera ·
37 Aguirre ·
39 Olivera ·
40 Salto ·
41 Petroli ·
Coach: Gallardo
· Assistent-coach: Biscay
· Assistent-coach: Buján
1 Romero ·
2 Garay ·
3 Campagnaro ·
4 Zabaleta ·
5 Gago ·
6 Biglia ·
7 Di María ·
8 Pérez ·
9 Higuaín ·
10 Messi  ·
11 Rodríguez ·
12 Orión ·
13 A. Fernández ·
14 Mascherano ·
15 Demichelis ·
16 Rojo ·
17 F. Fernández ·
18 Palacio ·
19 Álvarez ·
20 Agüero ·
21 Andújar ·
22 Lavezzi ·
23 Basanta ·
Coach: Sabella
1 Guzmán ·
2 Mercado ·
3 Tagliafico ·
4 Ansaldi ·
5 Biglia ·
6 Fazio ·
7 Banega ·
8 Acuña ·
9 Higuaín ·
10 Messi  ·
11 Di María ·
12 Armani ·
13 Meza ·
14 Mascherano ·
15 Pérez ·
16 Rojo ·
17 Otamendi ·
18 Salvio ·
19 Agüero ·
20 Lo Celso ·
21 Dybala ·
22 Pavón ·
23 Caballero ·
Coach: Sampaoli